# Dobra (kraj morawsko-śląski)
Dobra (cz. Dobrá, niem. Dobrau) – wieś gminna w powiecie Frydek-Mistek, kraj morawsko-śląski, na Śląsku Cieszyńskim. 

## Nazwa
Pierwotnie miejscowość nazywała się Dobroziemica/Dobra Ziemica, co było nazwą topograficzną. Obecna nazwa powstała jako uproszczenie do członu przymiotnikowego (od XVII wieku). Pierwotną nazwę czasem germanizowano jako Gutenland, od XVIII wieku przeważnie jako Dobrau, przy czym końcówką -au w języku niemieckim zastępowano najczęściej nazewniczą formę dzierżawczą -ów, nie występującą w przypadku Dobrej.

## Geografia
Miejscowość położona jest nieopodal Beskidu Morawsko-Śląskiego, na Pogórzu Morawsko-Śląskim, na prawym brzegu Morawki, której koryto chronione jest tu jako Narodowy pomnik przyrody Skalická Morávka.

## Historia
Miejscowość po raz pierwszy wzmiankowana została w łacińskim dokumencie Liber fundationis episcopatus Vratislaviensis (pol. Księga uposażeń biskupstwa wrocławskiego), spisanej za czasów biskupa Henryka z Wierzbna ok. 1305 w szeregu wsi zobowiązanych do płacenia dziesięciny biskupstwu we Wrocławiu, w postaci item in Dobroczenicza. Zapis ten (brak określenia liczby łanów, z których będzie płacony podatek) wskazuje, że wieś była w początkowej fazie powstawania (na tzw. surowym korzeniu), co wiąże się z przeprowadzaną pod koniec XIII wieku na terytorium późniejszego Górnego Śląska wielką akcją osadniczą (tzw. łanowo-czynszową). Wieś politycznie znajdowała się wówczas w granicach utworzonego w 1290 piastowskiego (polskiego) Księstwa Cieszyńskiego, będącego od 1327 lennem Królestwa Czech, a od 1526 roku w wyniku objęcia tronu czeskiego przez Habsburgów wraz z regionem aż do 1918 roku w monarchii Habsburgów (potocznie Austrii).
W 1574 miejscowość wraz z kilkunastoma innymi wsiami oraz miastem Frydek zostało sprzedane przez książąt cieszyńskich braciom Marcinowi i Jerzemu Logauom ze Starej Wsi, tworząc frydeckie państwo stanowe.
Miejscową parafię katolicką pw. św. Jerzego Męczennika założono jeszcze w XIV lub w pierwszej połowie XV wieku i po raz pierwszy wzmiankowano w sprawozdaniu z poboru świętopietrza sporządzonym przez archidiakona opolskiego Mikołaja Wolffa w 1447 jako jedną z 51 w archiprezbiteracie cieszyńskim (pod nazwą Dobersey).
W 1782 w Dobrej i pobliskich Dobracicach wybuchło powstanie chłopskie.
Według austriackiego spisu ludności z 1900 w 257 budynkach w Dobrej na obszarze 881 hektarów mieszkało 1892 osób, co dawało gęstość zaludnienia równą 214,8 os./km². z tego 1830 (96,7%) mieszkańców było katolikami, 48 (2,5%) ewangelikami a 14 (0,7%) żydami, 1854 (98%) było czesko-, 22 (1,2%) niemiecko- a 10 (0,5%) polskojęzycznymi. Do 1910 roku liczba mieszkańców wzrosła do 2069, z czego 2064 zameldowanych było na stałe, 2001 (96,7%) było katolikami, 53 (2,6%) ewangelikami, 15 (0,7%) żydami, 2033 (98,3%) czesko-, 25 (1,2%) niemiecko- a 6 (0,3%) polskojęzycznymi.
W lutym 1934 w trakcie antyczeskich rozruchów polscy bojówkarze zdewastowali miejscową czeską szkołę.